# Lasse Vibe
Lasse Vibe (Tranbjerg, 22 de fevereiro de 1987) é um futebolista profissional dinamarquês, que atua como atacante. . Atualmente, joga no Midtjylland. 

## Carreira

### IFK Gotemburgo
Lasse Vibe fez dois hat-tricks no campeonato sueco de futebol, Marcou três golos no jogos contra o Åtvidaberg , e voltou a marcar no desafio com o Mjällby . Sendo o artilheiro 2014 da Allsvenskan. 
No clube sueco marcou 38 gols em 69 jogos, sendo o artilheiro da Allsvenskan em 2014 com 23 gols em 26 jogos.

### Rio 2016
Vibe fará parte do elenco da Seleção Dinamarquesa de Futebol nas Olimpíadas de 2016.